# اچ‌ام‌ای‌اس کوتابول (کشتی)
اچ‌ام‌ای‌اس کوتابول (کشتی) (به انگلیسی: HMAS Kuttabul (ship)) یک زیردریایی بود که طول آن ۱۸۲٫۶ فوت (۵۵٫۷ متر) بود. این زیردریایی در سال ۱۹۲۲ ساخته شد.